# Sidney Herbert (1er baron Herbert de Lea)
Pour les articles homonymes, voir Sidney Herbert et Herbert.
Sidney Herbert (16 septembre 1810-2 août 1861) est un homme d'État britannique et un allié proche et confident de Florence Nightingale. Il est titré baron Herbert de Lea.

## Jeunesse
Il est le fils cadet de George Herbert (11e comte de Pembroke) et de la comtesse russe Catherine Semyonovna Vorontsov (ou Vorontsov), fille de l'ambassadeur de Russie à St James, Semion Romanovitch Vorontsov,. Woronzow Road à St John's Wood, Londres, tire son nom de la famille . Formé à Harrow et Oriel College, Oxford, il se fait une réputation de conférencier à l'Oxford Union Society.

## Carrière
Herbert est entré à la Chambre des communes en tant que député conservateur d'une division du Wiltshire en 1832. Sous Robert Peel, il occupe des postes mineurs et, en 1845, est inclus dans le cabinet en tant que secrétaire à la guerre, et occupe de nouveau ce poste de 1852 à 1855, étant responsable du War Office pendant la guerre de Crimée, puis en 1859.
Herbert est membre de la Canterbury Association depuis le 20 mars 1848.
Herbert dirige les domaines de la famille Pembroke, centrés à Wilton House, Wiltshire, pendant la majeure partie de sa vie d'adulte. Son demi-frère aîné, Robert Herbert (12e comte de Pembroke) (1791-1862), choisit de vivre en exil à Paris après un mariage désastreux en 1814 (annulé en 1818) avec une princesse sicilienne, Ottavia Spinelli (1779-1857), veuve du prince Ercole Branciforte di Butera et fille du duc de Laurino, et une liaison ultérieure avec Alexina Gallot, qui lui donne quatre enfants illégitimes.
C'est Sidney Herbert qui demande à son amie Florence Nightingale de diriger une équipe d'infirmières à Scutari pendant la guerre de Crimée. Ensuite, lui et Nightingale dirigent le mouvement pour la réforme de la santé de l'armée et du War Office après la guerre. Le travail acharné qui en résulte provoque une dégradation de sa santé, de sorte qu'en juillet 1861, ayant été créé baron dans la pairie du Royaume-Uni, il démissionne. Il est décédé de la maladie de Bright le 2 août 1861. Sa statue de Foley est placée devant le War Office à Pall Mall, Londres, et après la démolition de ce bâtiment placée à côté de la statue d'AG Walker de Florence Nightingale à Waterloo Place, à côté du monument de Crimée.

## Famille

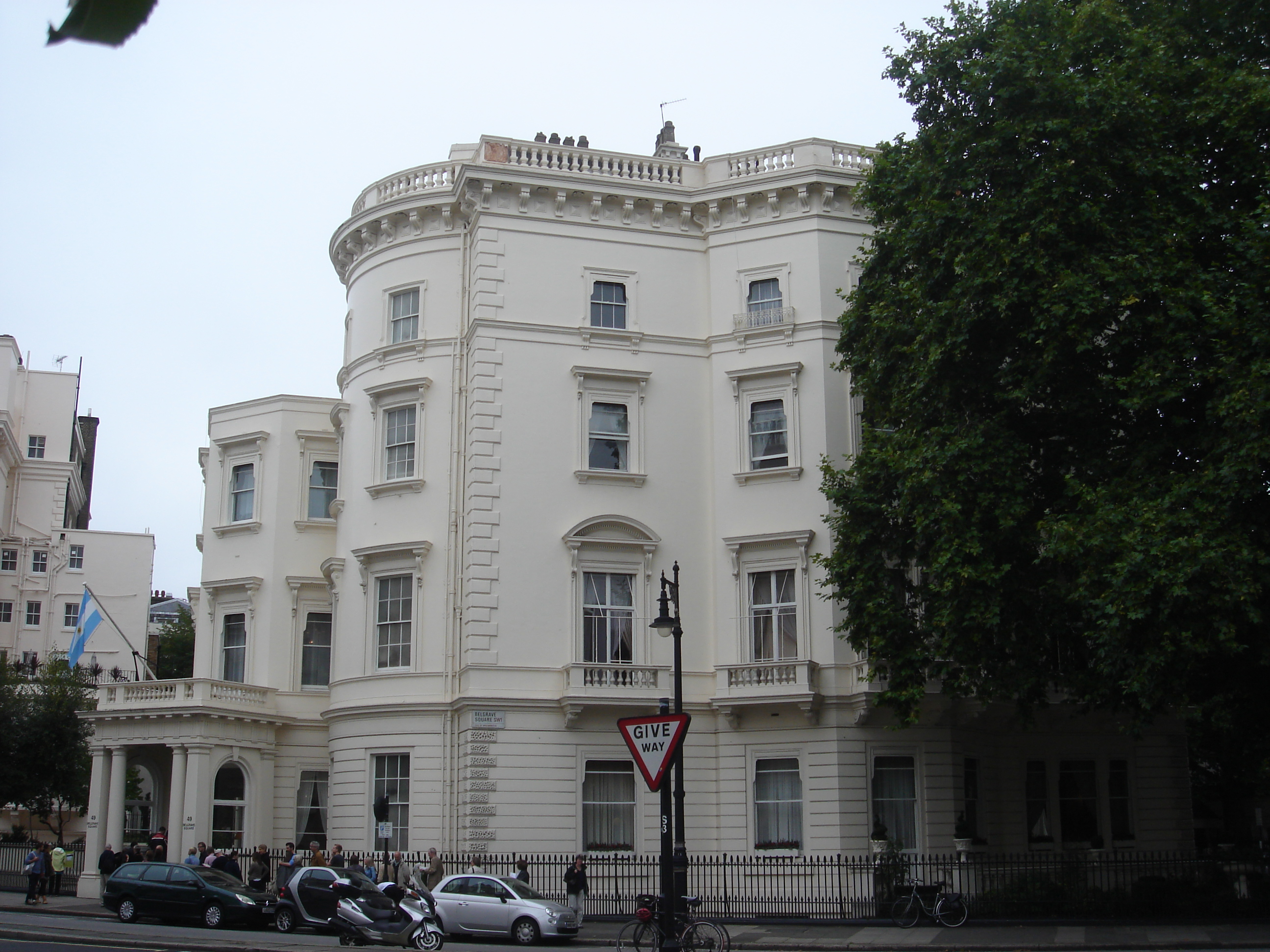
49 Belgrave Square, la maison d'Herbert de 1851

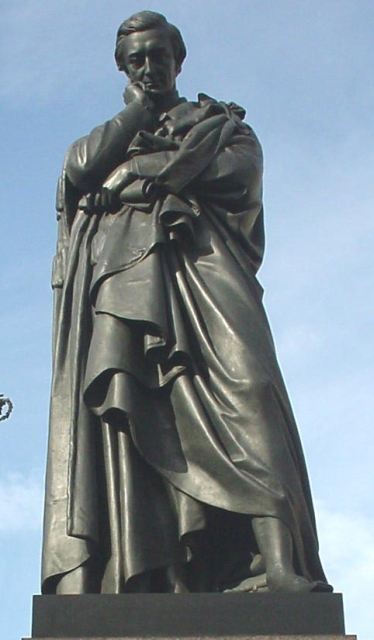
Statue de Lord Herbert de Lea à Waterloo Place, Londres.

Au début des années 1840, Herbert aurait eu une liaison avec la célèbre beauté de la société et auteur Caroline Norton, qui n'a pas pu divorcer d'un mari violent, de sorte que la relation prend fin en 1846.
En 1846, Herbert épouse Elizabeth Herbert (en) (1822–1911), seule fille du lieutenant-général Charles Ashe à Court-Repington et nièce de William à Court (1er baron Heytesbury). Elle est philanthrope, auteure et traductrice, et amie de Benjamin Disraeli, du cardinal Manning et du cardinal Vaughan. Après la mort de son mari, Lady Herbert devient une " ultramontaine ardente" Catholique romaine, avec leur fille aînée, Mary.
Sidney et Elizabeth Herbert vivent au 49 Belgrave Square, Londres, et ont sept enfants:
1. Mary Catherine (1849-1935), qui épouse en 1873 le théologien moderniste, le baron (Freiherr) Friedrich von Hügel .
2. George Herbert (13e comte de Pembroke) (1850–1895), qui devient plus tard le 13e comte de Pembroke, et la baronnie fusionnant avec ce comté.
3. Elizabeth Maud (1851-1933), qui épouse en 1872 le compositeur, Charles Hubert Parry, 1er baronnet (fils de Thomas Gambier Parry), de Highnam Court, près de Gloucester.
4. Sidney Herbert (14e comte de Pembroke) (1853-1913), également député, succède à son frère comme comte de Pembroke.
5. William Reginald Herbert (1854-1870), perdu en mer à bord du HMS Captain, âgé de 16 ans.
6. Michael Henry Herbert , qui donnr son nom à la ville d'Herbert en Saskatchewan, au Canada, est un diplomate qui termine sa carrière comme ambassadeur britannique aux États-Unis à Washington succédant à Julian Pauncefote. Il épouse en 1888 Lelia "Belle", fille de Richard Thornton Wilson (en), banquier et courtier cotonnier de New York, et a Sidney Herbert (1er baronnet).
7. Constance Gwladys (1859-1917), qui épouse en 1878 St George Lowther (4e comte de Lonsdale) (1 fille) et se remarie en 1885 avec Frederick Robinson (2e marquis de Ripon).

Sidney Herbert est enterré dans le cimetière de Wilton, reconstruit par son père dans un style néo-roman, avec à l'intérieur de l'église une effigie monumentale en marbre de lui à côté d'Elizabeth, sa femme (qui, cependant, est enterrée au St Joseph's Missionary College, Mill Hill, où elle est une patronne notable).
Herbert Sound en Antarctique et Pembroke, Ontario au Canada portent le nom de Sidney Herbert. Le mont Herbert, le plus haut sommet de la péninsule de Banks, est nommé par le géomètre en chef de la Canterbury Association, Joseph Thomas, en 1849 ,.